# Jaromír Kačer
Jaromír Kačer (* 1. září 1961, Praha) je český kameraman. Vystudoval katedru kamery na FAMU v Praze.
Spolupracoval na několika dokumentech režisérky Jany Ševčíkové.

## Filmografie
- Vojtěch řečený sirotek (1989)
- Herci (1995)
- Cesta pustým lesem (1997)
- Starověrci (2001)
- Svěcení jara (2002)
- Archa pro Vojtu (2002)
- Vánoční příběh (2007)
- Sentiment (2003)
- Gyumri (2008)
- Pouta (2009)
- Rok konopí (2012)
- Opři žebřík o nebe (2014)
- Místa (2014)

## Ocenění
- Čestné uznání za kameru na festivalu Oty Hofmana v Ostrově za film Vánoční příběh (2007)
- Čestné uznání Asociace českých kameramanů a Cena za nejlepší kameru na festivalu New European Talent v Barceloně za film Cesta pustým lesem (1998)[1]
- Český lev za nejlepší kameru ve filmu Pouta (2010)
- Cena české filmové kritiky za nejlepší kameru ve filmu Místa (2014)[2]